# International Association of Universities
Die International Association of Universities (IAU) wurde 1950 gegründet. Sie ist eine der UNESCO angegliederte Organisation mit Mitgliedern aus über 120 Staaten und versteht sich als ein globales Bildungsnetzwerk. 
Das International Universities Bureau, der permanente Sitz der IAU, ist bei der UNESCO in Paris angesiedelt.

## Mitglieder
Die Mitgliedschaft steht Universitäten sowie nationalen und internationalen Institutionen im Bereich der höheren Bildung offen. Die IAU hat 592 Hochschulen als Mitgliedsinstitutionen und 27 Hochschulverbände als Mitgliedsorganisationen (2015).

## World Higher Education Database (WHED)
Die IAU unterhält eine weltweite Datenbank von Hochschulen und universitären Institutionen (Worldwide Database of Higher Education Institutions, Systems and Credentials; WHED), die bis 2013 auf CD-ROM veröffentlicht wurde.
Im September 2014 wurde die WHED Datenbank mit einem eigenen öffentlichen Portal online gestellt.
Sie enthält Informationen aus über 180 Ländern und über etwa 18.000 Institutionen.
WHED basiert auf Informationen, die von nationalen Behörden und Hochschuleinrichtungen zur Verfügung gestellt werden, und die den Regeln für die Datenerfassung der IAU entsprechen. Zu den Aufnahmekriterien in WHED gehört insbesondere, dass eine Hochschuleinrichtung mindestens ein Postgraduales Studium anbieten muss oder ein anerkanntes / akkreditiertes vierjähriges Studium, und dass mindestens drei Kohorten von Studierenden dies absolviert haben.